# Ikvizi
Ikvizi a Csillagok háborúja elképzelt univerzumának egyik szereplője.

## Leírása
Ikvizi a geonosisi fajhoz tartozó férfi tudós és kutató. Bőrszíne sötétzöld. Szemszíne fekete.

## Élete
A yavini csata előtti években a Yavin 4-esen levő geonosisi bio-laboratóriumnak (Geonosian Bio-Lab) dolgozott. Miután lemondott a laboratóriumi állásáról, átutazott a Kashyyyk bolygón levő Kachirho városba, hogy a vukikat tanulmányozni tudja. Röviddel a Halálcsillag megsemmisítése után néhány trandosán rabszolgakereskedő ráfogott Ikvizire egy gyilkosságot. Azért fogták rá a gyilkosságot, mert Ikvizi meglátta, amint a trandosánok az erdőben levő bázisukban vukikat kínoztak. Miközben Kachirho börtönében volt, találkozott egy űrvándorral, aki beleegyezett a geonosisi kiszabadításába. Miután Ikvizi kiszabadult, az űrvándort busásan megjutalmazta.

## Megjelenése a videójátékokban
Ezt a geonosisi tudóst a „Star Wars Galaxies: Rage of the Wookiees” című videójátékban láthatjuk először.

## Fordítás
- Ez a szócikk részben vagy egészben az Ikvizi című Wookieepedia-szócikk fordítása. Az eredeti cikk szerkesztőit annak laptörténete sorolja fel.